# نوري بن هزاع الشعلان
نوري بن هزاع الشعلان (1847–1942) كان زعيم قبيلة الرولة، استقر في شمال شبه الجزيرة العربية والصحراء السورية. ترأس القبيلة بين عامي 1903 و1942 وطور تحالفات مع مختلف القوى الحاكمة في المنطقة. تولى المشيخة بعد مقتل أخيه الأمير فهد بن هزاع الشعلان سنة 1320هـ/1903م. يعتبر من أشهر أمراء العرب وأعظمهم شأناً، استمر شيخاً على الرولة لأكثر من خمسين عاماً، وكانت علاقاته مع الاستعمار الفرنسي والبريطاني تتصف بالود والمسالمة، وكانت أجزاء من العراق وسوريا تدين له بالولاء.

## حياته
ولد الشعلان عام 1847 وهو أحد أبناء أمير قبيلة الرولة. تنتمي القبيلة إلى قبيلة عنزة وأصل حلف قبائل عنزه من خيبر شمال المدينة المنورة وانتشر ابناء عنزه في الحجاز و نجد والاحساء في الجزيرة العربية وحتى وصلو دول الخليج و الشام والعراق ومصر وغيرها . وبسبب الهجمات الوهابية استقرو الرولة في سوريا في أواخر القرن الثامن عشر.

## زعامة القبيلة ونشاطاتها

### الدولة السعودية
تعاهد الشعلان أمراء الرولة مع الأمير عبد العزيز بن سعود وأصبحوا يدًا واحدة على كل من يعاديهم (كانون الأول/ديسمبر 1926م).

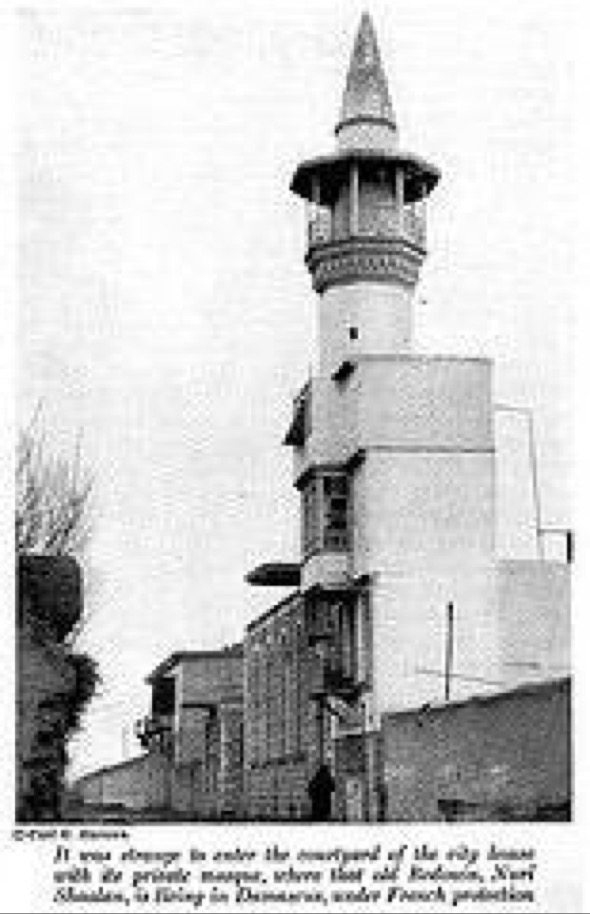
مسجد الأمير النوري الشعلان بدمشق

### قرار إعدامه من العثمانيين
قامت الدولة العثمانية بدعوة الأمير النوري الشعلان وأعطته العهود والمواثيق ؛ فلما حضر اعتقلوه. وقد أصدر القائد التركي سامي باشا الفاروقي قراراً بإعدام الأمير النوري، وفي ليلة التنفيذ قتل سامي باشا، وألغى القائد الذي جاء بعده قرار الإعدام وأفرج عن الأمير النوري وقال قصيدة في هذه المناسبة. ولعل نفيه، وفيما بعد سجنه، والأمير بقتله ؛ أحد الأسباب الرئيسية لوقوف الأمير النوري إلى جانب الشريف حسين بن علي فيما يسمى الثورة العربية الكبرى ؛ وحتى هناك سنة عند الرولة تسمى سنة الشريف 1334هـ/1916م. وقوف الأمير النوري الشعلان الفعلي مع الشريف حسين كان في صيف عام 1336هـ/1918م. عندما وصل الثوار العرب إلى شمال الجزيرة العربية وإلى بادية الشام، حيث دخلوا الأراضي التي يسيطر عليها؛ عندما وقف بكل قوته، وكان الفضل له وقياداته في حفظ الأمن والنظام عندما سيطر الشريف فيصل على دمشق.
تحدث لورنس العرب عن الثورة العربية، وعن وقوف الأمير النوري معها فقال: كانت تقع في الخلف منه -أي شيخ بني عطية عندما حضر لمقابلة الشريف فيصل في الوجه- قبائل تدين بالطاعة والولاء لنوري الشعلان، أمير قبائل الرولة، وكان يأتي في المرتبة الرابعة بعد الشريف حسين وابن سعود وابن رشيد في الجزيرة العربية بتلك الفترة.[بحاجة لمصدر]

### من مواقفه
موافقته على صلح بادية الشام الكبير بين ضنا عبيد من عنزة، وضنا مسلم من عنزة. والذي عقد في المفوضية الفرنسية العليا في بيروت سنة 1347هـ/1929م، حيث كان بين الحضور أعيان الشام من بدو وحضر، وأغلب فروع عنزة الفدعان والسبعة والحسنة والرولة والمحلف وولد علي، وغيرهم من شيوخ القبائل الشاهدة على الصلح، أمثال الشيخ النعيمي والجربا، والموالي والعبد القادر، والفائز، ومن العاصمة بيروت، ابن الآغا الكريدية، وعبد الله بيهم، وناجي سرسق، وغيرهم من اعيان المدن الشامية، علماً بأن ذلك الصلح يصب في خانة تأمين طرق البادية لكن هذا الصلح لم يقطع دابر المشاكل، «إلى ان عقد مؤتمر عشائري كبير في قرية عذرا شرقي دمشق، في مضارب الأمير نوري الشعلان عام 1351هـ/1932م، وتم الصلح نهائيًا وصفا الجو بين ضنا مسلم وضنا عبيد صفاءً تامًا، بفضل حكمه الأمير النوري الشعلان وسماحته 

### وصف راية الرولة بعهد الأمير النوري
يقول موسى الرويلي (ألويس موزيل) يصف هذه الراية: لقد جاء -أي الأمير نواف- لزيارة والده، ويصحبه مئات من المحاربين على الجمال وهم يحملون في مقدمة صفوفهم علما غريباً مميزاً(بيرق). إلى حربة طويلة مزينة بريش النعام، وكانت قطعة من قماش أسود مخاط عليها شكل سيف من قماش أبيض موشّى في شكل متقاطع بالكلمات:لا إله إلا الله محمد رسول الله 

## علاقات الأمير النوري مع القوى المحيطة

### الملك عبد العزيز آل سعود
كانت العلاقات جيدة، بين الملك عبد العزيز والشيخ النوري وتوجوها بالنسب والمصاهرة، فقد زوج الأمير النوري الملك عبد العزيز الأميرة نوف بنت نواف الشعلان، وأنجب منها الملك عبد العزيز الأمراء: ثامر ومشهور وثامر.

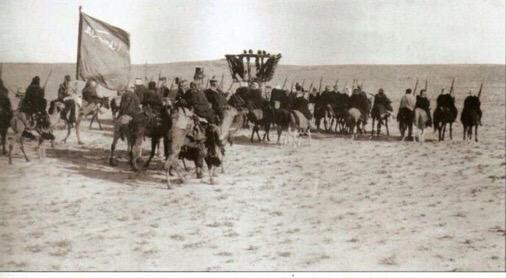
راية الرولة وتظهر كلمة التوحيد (لا اله الا الله)

### ابن رشيد
كانت العلاقة جيدة في كثير من الأوقات إلى أن قام الأمير النوري بالاستيلاء على مدينة "سكاكا" في الجوف ووضع أبنه نواف اميراً عليها، وبعدها توترت العلاقة ونتج عنها معركة الجوف المعروفة.

### الأشراف
حكام العراق والحجاز فيما سبق والأردن حالياً. العلاقة جيدة، ووصلت إلى تبادل الهدايا معهم ؛ بل أكثر من ذلك فقد وقف معهم في ثورتهم. ولاتزال العلاقة جيدة بين الأشراف والشعلان إلى يومنا هذا.

### الدولة العثمانية
كانت العلاقة فيما سبق جيدة، إلا أنهم أخذوا على الأمير النوري بعض المآخذ؛ الذي جعلهم ينفونه إلى الأناضول، وبعد مدة عاد فازدادت قوته ومنعته، فاحتالوا عليه واعتقلوه وارادوا قتله؛ لكن الله سلمه منهم. وهم بهذا يريدون أن يسيطروا على الوضع، وما علموا أن بهذا قد فقدوا الأمير النوري؛ حيث ما أن هبت رياح الثورة العربية الكبرى حتى وقف معها بكامل قوته، وما كانت لتنجح هذه الثورة؛ لولا وقوف سلطان البادية الأمير النوري الشعلان معها.

### بريطانيا

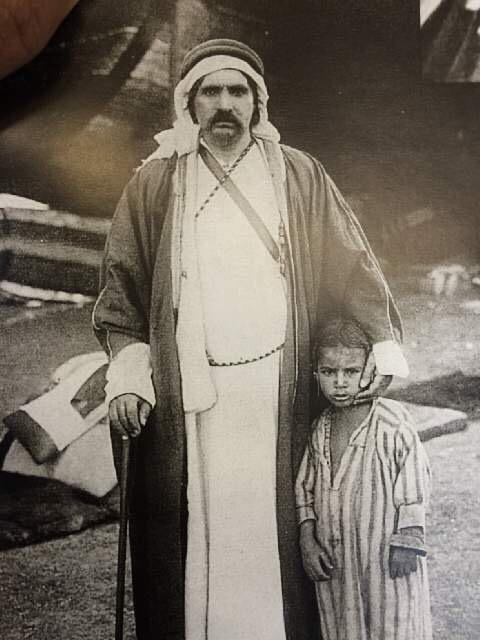
الأمير النوري بن هزاع الشعلان وأبنه نواف

خطبوا وده من البداية، ووافق هذا هوى في نفسه، فقد ابغض الدولة العثمانية إلا أنه لم يكن يثق في بريطانيا. قال(لورنس): أحضر لي الأمير النوري الشعلان ملفاً يحتوي على وثائق كان يحتفظ بها في خيمته، وسألني: أي من التعهدات يجب أن نصدق؟ فمن خلال نبرته منتظراً جوابي، كان يكمن نجاح أو فشل الثورة. وكانت إجابتي: بأن يثقوا بالوعود البريطانية بالرغم من التناقضات التي تشوبها 

### فرنسا
لم يقف ضدها ولم يقف معها عندما احتلت سوريا ولبنان وأسقطت الحكومة العربية في معركة ميسلون سنة 1338هـ/1920م، وكان هدفه هو اكتفاء شرها كقوة عظمى في ذلك الزمان ولا زالت. ومساعدته لها كان في تأمين طرق البادية. وبحكم موقفة هذا فقد منحوه في سنة 1345هـ/1927م وسام جوقة الشرف من درجة فارس، ثم رفعوا هذا الوسام إلى درجة كوماندور، وجعلوا الأمير النوري ممثلاً لعشيرته في جميع المجالس التمثيلية والنيابية في دمشق 

## وفاته
في آخر حياته تنسّك الأمير النوري، وأوكل الأمر إلى حفيده الأمير فواز بن نواف بن النوري الشعلان ؛ حتى إنه عندما تأتيه الرولة في بعض الموضوعات يقول: شيخكم فواز. وكانت وفاة الأمير النوري في السنة التي تسمى عند الرولة سنة الغبار عام 1361هـ/1942م بدمشق عاصمة سوريا، ودفن في مقرة قرية عذرا.

## قالوا عنه

### علي الطنطاوي
قال عنه الشيخ علي الطنطاوي:

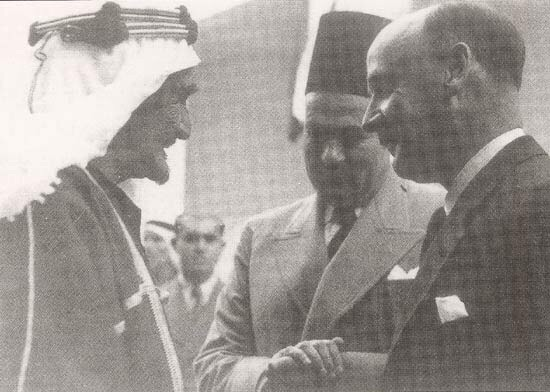
الأمير النوري الشعلان ورئيس الحكومة أحمد بهيج والمندوب السامي الفرنسي غبريال دوبوي

كان شيخ مشايخ الرولة نوري الشعلان؛ ولما كانت الجزيرة مقسمة في كل ناحية ملك وسلطان، كان الملك عبد العزيز في نجد، وابن رشيد في حائل، والأشراف في الحجاز وكان النوري في سوريا، وكانت له شبة دولة. إلى أن قال: ثم استقر -أي النوري- في عذرا، وراء الغوطة، وبنا في طرف دمشق أي بساتينها داراً واسعة له ومسجدًا ومنازل، وسمي ذلك حي الشعلان، ولما توسعت دمشق صار في وسطها بعد أن كان في طرفها، ولطالما خطبت في مسجده -أي جامع الشعلان- ورأيته وسلمت عليه، وكان داهية مهيبًا، ويقولون: أنه كان في شبابه جبارًا، بطاشاً مخيفاً، عاش مئة سنة إلا سنتين.

### لورنس العرب
إن الأمير نوري الشعلان الرجل الهادئ الصلب، كان يسيطر على قبيلته تماماً كمثل آلة بيده. كان نادراً من وجود مثله في الصحراء، كرجل ليس لديه إحساس بالجدال. فعندما كان الآخرون ينهون كلامهم، كان يعلن رغبته ببضعة عبارات، وينتظر بهدوء طاعته؛ الذي تأتي دون تأخير، حيث أنه كان مهيبًا. كبيرًا في السن وحكيماً.

## أسماء خيل الأمير النوري
فرحة، وفريحة، وسعدة، ونومة، وفلحة، وغراء، وسميحة، وشيحة، وعونة، ومغيضة، وعيدة.